# Tianjiang
Tianjiang (chinois : 天江 ; pinyin : tiānjiāng ; litt. « fleuve céleste ») est un astérisme de l'astronomie chinoise. Il est décrit dans le traité astronomique du Shi Shi, qui liste les astérismes les plus brillants de l'astronomie chinoise. Il se compose de quatre étoiles, toutes situées dans la partie la plus méridionale de la constellation occidentale d'Ophiuchus.

## Composition
Tianjiang se compose de quatre étoiles alignées formant un léger arc de cercle. Aucune d'elles n'est très brillante, aussi sa composition est-elle un peu difficile à déterminer avec certitude. Elle pourrait être formée de :
- 51 Ophiuchi (magnitude apparente 4,8)
- 44 Ophiuchi (4,2)
- θ Ophiuchi (3,2)
- 36 Ophiuchi (4,3)

## Localisation et symbolique
Tianjiang représente une partie de la Voie lactée, un fleuve céleste selon la symbolique de l'astronomie chinoise. Le terme de Tianhe est parfois utilisé, représentant selon les cas l'ensemble de la Voie lactée, ou bien Tianjiang seul. Sur la sphère céleste, Tianjiang est situé dans une direction proche du centre galactique, où la Voie lactée est particulièrement épaisse et brillante. En son voisinage se trouvent, en dessous, quatre loges lunaires, à savoir (d'est en ouest), Nandou, Ji, Wei et Xin. Au nord se trouve le marché céleste, Tianshi.

## Astérismes associés
Ni les loges lunaires, ni le marché céleste ne sont explicitement associés à Tianjiang. Il existe divers astérismes explicitement associés à la Voie lactée et au fleuve céleste qu'elle représente, mais ceux-ci sont fort éloignés de Tianjiang. Parmi ceux-ci se trouvent Tianjin, un gué (dans la constellation occidentale du Cygne), Tengshe, un serpent aquatique (constellation du Lézard), et Tianchuan, un bateau naviguant sur le fleuve (constellation de Persée). Le grand fleuve céleste possède lui-même deux petits affluents sur sa gauche, regroupés sous l'astérisme unique Nan bei he (constellations des Gémeaux et du Petit Chien).

## Référence
- (en) Sun Xiaochun et Jakob Kistemaker, The Chinese sky during the Han, New York, Éditions Brill, 1997, 247 p. (ISBN 9004107371), page 150.